# Kapel van Karl Scheibler
De Kapel van Karl Scheibler (Pools: Kaplica Scheiblera) is een mausoleum op het oude kerkhof van de stad Łódź in Polen. De kapel werd voltooid in 1888 naar het ontwerp van Edward Lilpop en Józef Dziekoński. Dankzij een stormachtige ontwikkeling van de stad is Łódź rijk aan 19e-eeuwse bouwkunst, de kapel is echter een van de mooiste monumenten uit deze periode.

## Karl Scheibler

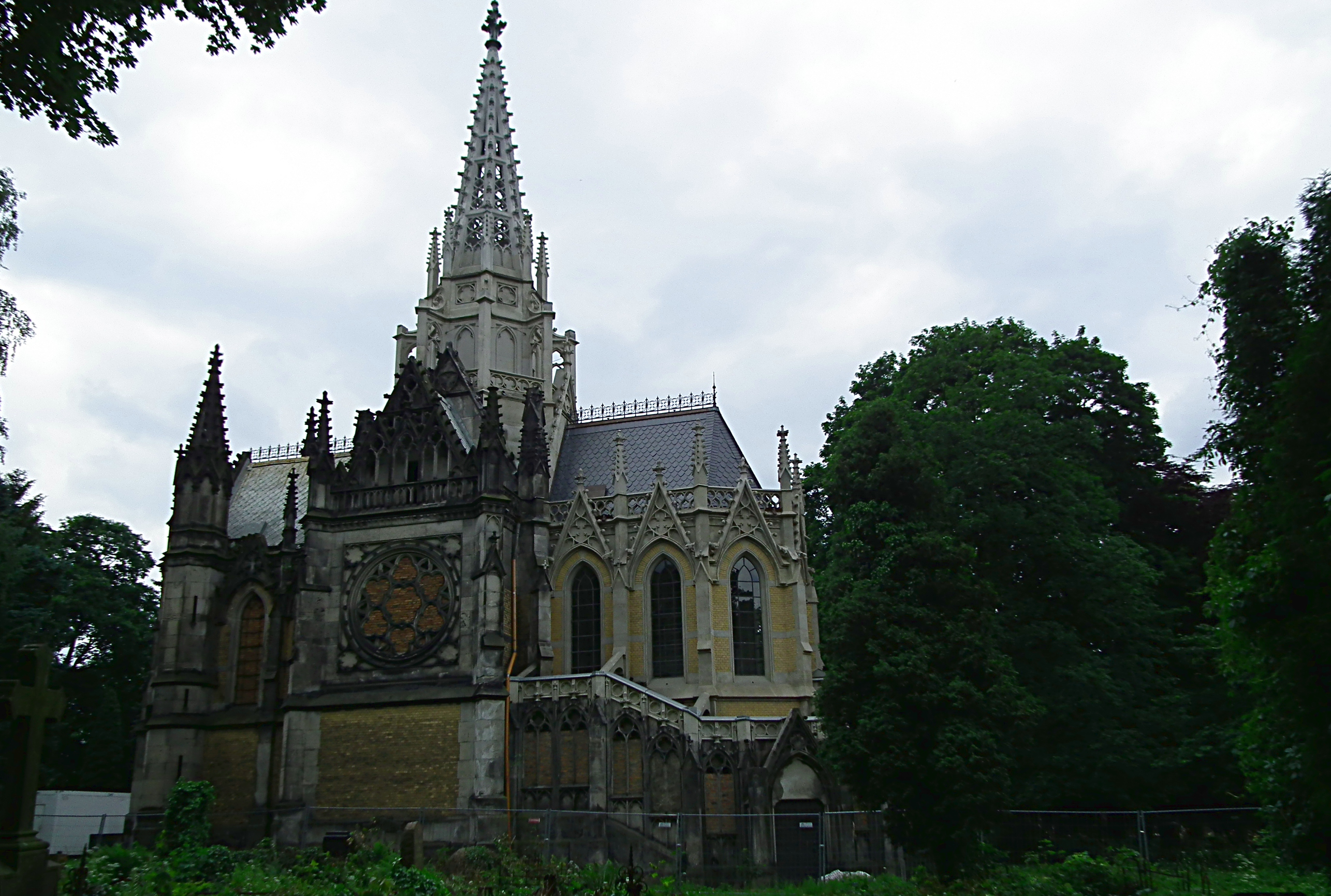
De deels gerestaureerde kapel (2012)

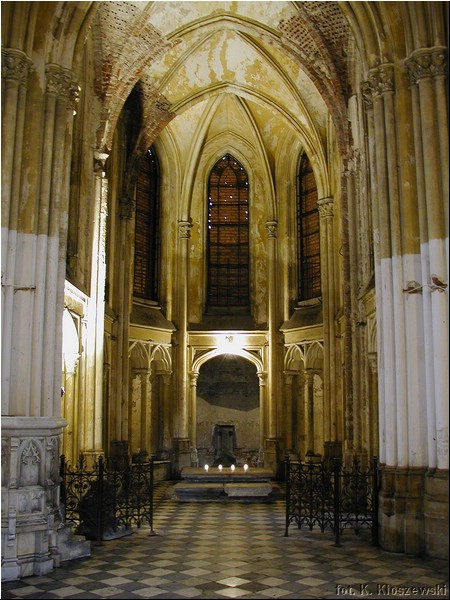
Interieur van de kapel

Karl Scheibler (* 1820 te Monschau - † 1881 te Łódź), was een industrieel van Duitse komaf die met zijn fabrieken van Łódź een belangrijke plaats maakte voor de Europese textielnijverheid. Daarnaast was Scheibler een bekend filantroop. Na zijn dood stelden zijn weduwe Anna Scheibler, zijn zoon Karol Wilhelm, dochter Matylda en schoonzoon Edward Herbst grote sommen geld beschikbaar ten behoeve van het openbaar nut. Scholen, ziekenhuizen en kerken werden rijkelijk bedeeld.

## Bouw
Ter nagedachtenis van haar man liet Anna de kapel op de protestantse sectie van het oude kerkhof van Łódź oprichten. De kapel werd van zandsteen gebouwd tussen 1885 en 1888 door de uit Warschau afkomstige architecten Edward Lilpop en Józef Dziekoński. Het ontwerp van haast kathedrale allure en de uitvoering kreeg indertijd in de dagbladen zeer lovende kritieken. De neogotische architectuur van het gebouw is gebaseerd op de fraaiste voorbeelden uit de Franse en Duitse gotiek. Het stoffelijk overschot van Karl Scheibler werd na de voltooiing bijgezet in de crypte. Andere leden van het gezin, met inbegrip van zijn vrouw Anna Scheibler, zouden hem later vergezellen.

## Na 1945
Na 1945 vernielden vandalen de kapel en de protestantse afdeling van het kerkhof. Een reeks berovingen beschadigden het gebouw en verschillende kisten in de crypte werden met de stoffelijke resten vernietigd. De kleine protestantse gemeente was niet in staat om het kerkhof te onderhouden en de overheid toonde geen belangstelling voor de bescherming van de historische omgeving. De toestand van de kapel verslechterde aanzienlijk, totdat in de jaren 1970 de interesse groeide voor het gebouw. Er werd een nauwgezette inventarisatie uitgevoerd, de vensters werden met baksteen dichtgemetseld en er werd een hek om de kapel geplaatst. Ondanks deze voorzorgsmaatregelen werd het verval van de kapel niet gestopt.
De eerste concrete renovatiewerken werden in 1991 voor het eerst uitgevoerd op initiatief van de protestantse gemeente in de stad. Tegelijkertijd werd er een plan opgesteld voor restauratie, dat wegens geldgebrek niet kon worden uitgevoerd. In 2002 werd een deel van de kapel gerestaureerd. Tevens vond in 2003 de oprichting plaats van Fundacja Na Rzecz Ratowania Kaplicy Karola Scheiblera, een stichting die zich door geldinzameling inzet voor het behoud en algehele restauratie van de kapel.